# Holoterpna segnis
Holoterpna segnis är en fjärilsart som beskrevs av Louis Beethoven Prout 1930. Holoterpna segnis ingår i släktet Holoterpna och familjen mätare. Inga underarter finns listade i Catalogue of Life.